# Funangongo
 Funagogo (Funangongo, Papa Elise, Papaelise) – niewielka wyspa położona na Oceanie Spokojnym, w archipelagu Tuvalu, w południowo-wschodniej części atolu Funafuti.

Nazwa Papa Elise pochodzi od Father Elise – misjonarza, który przybył na Funafuti pod koniec XIX wieku. Wyspy Ellise są kolonialną nazwą Tuvalu.